# Eupoecilia subkobeana
Eupoecilia subkobeana is een vlinder uit de familie van de bladrollers (Tortricidae). De wetenschappelijke naam van de soort is voor het eerst geldig gepubliceerd in 2014 door Sun & Li.

## Type
- holotype: "male. 1-VIII-2010, leg. Ying-hui Sun and Li-xia Li, genitalia slide No. SYH10102."
- instituut: ICCLS in Nankai University, Tianjin
- typelocatie: "China, Yunnan Province, Tropical Botanical Garden, Xishuangbanna, 22°01’ N, 100°48’ E, 560 m"